# Революционный индоамериканский народный фронт
Революционный индоамериканский народный фронт (исп. Frente Revolucionario Indoamericano Popular) — аргентинская леворадикальная организация, созданная Франсиско Рене Сантучо в 1958 году в Сантьяго-дель-Эстеро.
Изначально организация находилась под значительным влиянием латиноамериканского национализма (боливарианизма) и апризма, но эволюционировала влево, в том числе под воздействием Роберто Сантучо.
В 1965 году преобразовалась в Революционную партию трудящихся.